# Мешкат
Мешка́т, или Мошка́н, или Машга́н, или Масха́н (перс. مشكات‎) — небольшой город в центральном Иране, в провинции Исфахан. Входит в состав шахрестана  Кашан. По данным переписи, на 2006 год население составляло 4 960 человек.

## География
Город находится в северо-западной части Исфахана, в предгорьях Загроса, на высоте 866 метров над уровнем моря.
Мешкат расположен на расстоянии приблизительно 165 километров к северо-северо-западу (NNW) от Исфахана, административного центра провинции и на расстоянии 160 километров к югу от Тегерана, столицы страны.
К западу от города проходит трасса, соединяющая Кум и Кашан.